# Завод карбіду кальцію у Електроні
Завод карбіду кальцію у Електроні – колишній виробничий майданчик на острові Тасманія. Єдине спеціалізоване підприємство з виробництва карбіду кальцію в історії Австралії.
Завод почали споруджувати в 1917-му та ввели в дію у 1919 році. Карбід отримували шляхом плавки вапна з вугіллям у електропечах, тому вибір майданчику був обумовлений розвитком на Тасманії електроенергетики. Необхідний для випалу вапна вапняк доправляли з копальні Іда-Бей, відстань до якої по морю складала дещо більше за півсотні кілометрів. В ті часи карбід кальцію як джерело ацетилену відігравав важливу роль в індустрії освітлення (зокрема, шахтного). 
Станом на 1923 рік потужність майданчику становила 5 тисяч тонн карбіду кальцію на рік, при цьому планувалось розширення, яке мало збільшити цей показник удвоє (відомо, що за рік до того у Австралії виник дефіцит карбіду, який навіть змусив уряд дозволити його імпорт). 
Проект реалізував підприємець Джеймс Гілліс (James Gillies), проте вже у 1923-му завод був вилучений на користь держави. З 1934-го власником майданчику стала Commonwealth Carbide Company of London.
В 1940 році на тлі Другої світової війни припинились поставки магнію, що змусило організувати його виробництво на належному компанії BHP металургійному комбінаті в Ньюкаслі. Технологічний процес передбачав використання суміші оксиду магнію з карбідом кальцію, який постачав завод у Електроні (втім, в подальшому BHP органіузвала власне виробнцитво карбіду).
Станом на 1948-й річна потужність заводу визначалась як 9 тисяч тонн (180 тисяч гандредвейтів), з яких біля 600 тонн вивозили до Нової Зеландії, Малаї, Індонезії та тихоокеанських островів.
В 1954-му на хімічному заводу у Ботані (район Сіднею) почали продукувати мономер вінілхлориду, сировиною для якого був ацетилен, отриманий з тасманійського карбіду. Як наслідок, в 1960-х роках завод у Електроні досягнув піку розвитку. Відомо, що в цей час поставки вапняку з Іда-Бей складали 29 тисяч тонн на рік (зазвичай на тонну карбіду потрібно дещо менше двох тонн вапняку). 
У 1967-му велику шкоду завдала потужна ландшафтна пожежа, проте завод зміг продовжити діяльність. Натомість значно більшу загрозу складав перехід з вуглехімії на нафтохімію, зокрема, у виробництві мономеру вінілхлориду – майданчик у Ботані здійснив це не пізніше 1966-го. Враховуючи, що індустрія освітлення почала відмовлятись від ацетилену ще раніше, світові ціни на карбід кальцію впали настільки, що в 1979 році завод у Електроні довелось зупинити.
Намагаючись зберегти робочі місця, завод продали компанії Pioneer Silicon Industries Pty Ltd., перепрофіліювали та в 1988-му знову ввели в дію – на цей раз як виробника металургійного кремнію (продукт плавки високоякісної кварцевої сировини) з проектною потужністю 10 тисяч тонн на рік. Втім, вже у 1991-му майданчик знову зупинився, і тепер вже назавжди.